# Shane Filan
Shane Steven Filan (5 de julio de 1979) es el cantante líder de la banda pop irlandesa Westlife. Filan es uno de los miembros originales de Westlife, con Kian Egan, Mark Feehily y Nicky Byrne.

## Biografía
Filan nació el 5 de julio de 1979, hijo de Peter y Mae Filan, y creció en Sligo, una ciudad comercial ocupada en el noroeste de Irlanda. Es el más joven de siete hijos, tiene tres hermanos y tres hermanas: Finbarr, Peter Jr, Yvonne, Liam, Denise y Mairead. Sus padres eran propietarios de un restaurante en Sligo llamado Carlton Café ubicado en la calle Castillo y Shane solía para trabajar allí como camarero desde una edad muy temprana.
Fue al Summerhill College, una escuela católica, con Kian Egan y Mark Feehily. Los tres participaron en la producción de la escuela de Grease cuando tenían 12 años de edad. El teatro Hawkswell se convirtió significante para sus carreras. Filan era fan de Michael Jackson cuando era niño, y afirmó que el cantante lo inspiró en su carrera musical.

## Carrera musical
Anteriormente a Westlife, Shane Filan, junto con Kian Egan y Mark Feehily, pertenecían a una banda llamada I.O.U, con otros sligonianos como Derrick Lacey, Graham Keighron y Michael "Miggles" Garrett. En 1997, asistió a una audición para una nueva banda de chicos irlandesa que iba a surgir en poco tiempo. Esta banda fue fundada por el mánager de Boyzone, Louise Walsh. El señor Wash le propuso a Shane unirse a esta nueva aventura, Westlife. Los tres sligonianos formaron parte de esta nueva "boyband" junto con Nicky Byrne y Brian McFadden (quien deja el grupo en 2004).
Filan, junto con Mark Feehily, fue el principal cantante (primera voz) de Westlife. Su primer álbum fue lanzado en noviembre de 1999 titulado Westlife. Con Westlife, Filan ha recibido 28 discos de platino y vendido 54 millones de discos por todo el mundo.
- "Fragile Heart" (Corazón Frágil)

- "Bop Bop Baby" (se convirtió en un éxito y fue el número 5 en la lista de los más vendidos del Reino Unido).

- "I Wanna Grow Old With You" (Quiero Envejecer Contigo)

- "Don't Say It's Too Late" (No Digas Que Es Demasiado Tarde)

- "Love Crime" (Crimen de Amor)

- "How Does It Feel" (Como Se Siente)

- "Crying Girl" (La Chica Que Llora)

- "Reason For Living" (Razón Para Vivir)

- "Miss You When I'm Dreaming" (Te Extraño Cuando Sueño)

Shane también ha escrito canciones para otros artistas, (junto con su anteriormente compañero de banda Brian Mc Fadden)
- “Listen Girl” cantada por John Ostberg
- “Let Me Be the One” cantada por Simon Casey (solo escrita por Shane)
- “Sei Parte Ormai Di Me” cantada por Il Divo[3]

## Vida privada
Filan se casó con su novia de la infancia, Gillian Walsh (prima de su compañero de banda, Kian Egan). El domingo 28 de diciembre de 2003. La ceremonia fue en Ballintubber Abbey, seguido de una recepción en el castillo Ashford , Irlanda. Gillian y Shane fueron padres por primera vez, el 23 de julio de 2005, de una niña llamada Nicole Rose Filan. El sanatorio general de Sligo fue el testigo de este nuevo nacimiento y nuevamente lo fue también el 15 de septiembre de 2008, cuando Gillian dio a luz a su segundo hijo llamado Patrick Michael Filan. 
El 5 de julio de 2009 (el día del cumpleaños número 30 de Shane), Shane y su esposa Gillian anunciaron que a principios del 2010 se convertirían en padres por tercera vez. Shane Peter Filan nació el 22 de enero de 2010 a las 9:30pm en el Hospital General de Sligo y pesó 6lbs 9oz.
A Shane le encanta jugar al golf en su tiempo libre, pero primordialmente es un amante fiel de los caballos. Él y su familia poseen 70 caballos, que suelen competir en torneos. Todos los caballos de Shane son llamados Carlton y algo (ej: Carlton Flight, etc).